# خوسه درسته
خوسه درسته (اسپانیایی: José Doreste‎؛ زادهٔ ۱۸ سپتامبر ۱۹۵۶) قایقران قایق بادبانی اهل اسپانیا است.